# جایزه بزرگ سان مارینو ۱۹۸۴
جایزه بزرگ سان مارینو ۱۹۸۴ یک رقابت اتومبیلرانی فرمول یک بود که در ایمولا در تاریخ ۶ مه ۱۹۸۴ برگزار شد. این مسابقه چهارمین رقابت از سری مسابقات فرمول یک فصل ۱۹۸۴ بود.